# Meurandeh Suak
Meurandeh Suak is een bestuurslaag in het regentschap Nagan Raya van de provincie Atjeh, Indonesië. Meurandeh Suak telt 341 inwoners (volkstelling 2010).